# Eerste Kamerverkiezingen 2011
De Eerste Kamerverkiezingen van 2011 waren reguliere Nederlandse verkiezingen voor de Eerste Kamer der Staten-Generaal. Zij vonden plaats op 23 mei 2011.
Bij deze verkiezingen kozen de leden van de Provinciale Staten - die op 2 maart 2011 bij de Statenverkiezingen gekozen waren - een nieuwe Eerste Kamer.
De leden van de Eerste Kamer werden op 7 juni 2011 geïnstalleerd. De zittingstermijn eindigde op 8 juni 2015.

## Deelnemende partijen
| Lijstnr. | Partij                                 | Lijsttrekker     | # provincies |
| -------- | -------------------------------------- | ---------------- | ------------ |
| 1        | Christen Democratisch Appèl (CDA)      | Elco Brinkman    | 12           |
| 2        | Partij van de Arbeid (P.v.d.A.)        | Marleen Barth    | 12           |
| 3        | VVD                                    | Loek Hermans     | 12           |
| 4        | GROENLINKS                             | Tof Thissen      | 12           |
| 5        | SP (Socialistische Partij)             | Tiny Kox         | 12           |
| 6        | Democraten 66 (D66)                    | Roger van Boxtel | 12           |
| 7        | ChristenUnie                           | Roel Kuiper      | 10           |
| 8        | Staatkundig Gereformeerde Partij (SGP) | Gerrit Holdijk   | 9            |
| 9        | Onafhankelijke Senaatsfractie          | Kees de Lange    | 6            |
| 10       | Partij voor de Dieren                  | Niko Koffeman    | 7            |
| 11       | PVV (Partij voor de Vrijheid)          | Machiel de Graaf | 12           |
| 12       | 50PLUS                                 | Jan Nagel        | 8            |
| 13       | blanco lijst                           | Ruud Koornstra   | 11           |

Bij deze verkiezingen was voor de eerste keer de regel van toepassing dat lijstverbindingen alleen waren toegestaan als zij al vóór de aan deze verkiezingen voorafgaande verkiezingen voor de Provinciale Staten waren aangekondigd. Aangezien dit laatste niet het geval was, werden bij deze verkiezingen geen lijstverbindingen aangegaan.

## Kiezen en gekozen worden
Iedereen die over de Nederlandse nationaliteit beschikt, de leeftijd van achttien jaar heeft bereikt en niet is uitgesloten van het kiesrecht heeft het recht om gekozen te worden in de Eerste Kamer. In tegenstelling tot bij de gemeenteraadsverkiezingen is ingezetenschap niet vereist; evenals bij de Tweede Kamerverkiezingen kunnen ook buiten Nederland wonende Nederlanders zich verkiesbaar stellen.
De leden van Provinciale Staten kozen de leden van de Eerste Kamer. Zij kwamen daartoe op 23 mei 2011 per provincie in vergadering bijeen. De leden van Provinciale Staten brachten een gewogen stem uit.
Ingezetenen van Caribisch Nederland hadden geen stemrecht bij deze verkiezingen voor de Eerste Kamer. Caribisch Nederland was niet ingedeeld bij een provincie.
| Provincie     | Statenleden | Inwoners  | Stemwaarde |
| ------------- | ----------- | --------- | ---------- |
| Zuid-Holland  | 55          | 3.527.449 | 641        |
| Noord-Holland | 55          | 2.691.426 | 489        |
| Noord-Brabant | 55          | 2.453.936 | 446        |
| Gelderland    | 55          | 2.005.298 | 365        |
| Utrecht       | 47          | 1.228.579 | 261        |
| Overijssel    | 47          | 1.134.434 | 241        |
| Limburg       | 47          | 1.122.631 | 239        |
| Friesland     | 43          | 647.280   | 151        |
| Groningen     | 43          | 579.034   | 135        |
| Drenthe       | 41          | 491.342   | 120        |
| Flevoland     | 39          | 391.988   | 101        |
| Zeeland       | 39          | 381.582   | 98         |

## Uitslag
De officiële uitslag werd op 25 mei 2011 in een openbare zitting door de Kiesraad vastgesteld en bekendgemaakt.
| Partij | Partij       | 2007    | 2007  | 2007   | 2011    | 2011  | 2011   | +/−    | +/−    |
| Partij | Partij       | #       | %     | zetels | #       | %     | zetels | ppt.   | zetels |
| ------ | ------------ | ------- | ----- | ------ | ------- | ----- | ------ | ------ | ------ |
|        | VVD          | 31.360  | 19,23 | 14     | 34.590  | 20,83 | 16     | +1,60  | +2     |
|        | PvdA         | 31.032  | 19,03 | 14     | 30.078  | 18,11 | 14     | −0,92  | 0      |
|        | CDA          | 43.501  | 26,67 | 21     | 24.260  | 14,61 | 11     | −12,06 | −10    |
|        | PVV          | -       | -     | -      | 21.709  | 13,07 | 10     | +13,07 | +10    |
|        | SP           | 25.231  | 15,47 | 12     | 17.187  | 10,35 | 8      | −5,12  | −4     |
|        | D66          | 3.270   | 2,01  | 2      | 12.651  | 7,62  | 5      | +5,61  | +3     |
|        | GroenLinks   | 9.074   | 5,56  | 4      | 10.757  | 6,48  | 5      | +0,92  | +1     |
|        | ChristenUnie | 9.706   | 5,95  | 4      | 5.708   | 3,44  | 2      | −2,51  | −2     |
|        | SGP          | 3.690   | 2,26  | 2      | 2.607   | 1,57  | 1      | −0,59  | −1     |
|        | 50PLUS       | -       | -     | -      | 2.193   | 1,32  | 1      | +1,32  | +1     |
|        | PvdD         | 3.366   | 2,06  | 1      | 2.177   | 1,31  | 1      | −0,75  | 0      |
|        | OSF          | 2.857   | 1,75  | 1      | 2.155   | 1,30  | 1      | −0,45  | 0      |
|        | blanco lijst | -       | -     | -      | 0       | 0,00  | 0      | 0,00   | 0      |
| totaal | totaal       | 163.087 | 100   | 75     | 166.072 | 100   | 75     | 0,00   | 0      |

### Ongeldige stem
D66-statenlid Wim Cool bracht een ongeldige stem uit door met een blauwe pen in plaats van met een rood potlood te stemmen. Dit kostte D66 een zetel in de Eerste Kamer, waardoor de SP een extra zetel kreeg.

### Gekozenen
Bij deze verkiezingen waren alle 75 leden aftredend, van wie 36 herkozen werden.
Onderstaand volgen enkele bijzonderheden: 
- twee leden werden met doorbreking van de lijstvolgorde met voorkeurstemmen gekozen: Peter Essers (CDA) en Janny Vlietstra (PvdA).

- Arda Gerkens werd gekozen op de lijst van de SP; zij aanvaardde haar benoeming niet. In haar plaats werd vervolgens Nanneke Quik-Schuijt benoemd verklaard.

*1850 · 1853 · 1856 · 1859 · 1862 · 1865 · 1868 · 1871 · 1874 · 1877 · 1880 · 1883 · *1884 · 1887 (I) · *1887 (II) · *1888 · 1890 · 1893 · 1896 · 1899 · 1902 · *1904 · 1907 · 1910 · 1913 · 1916 · *1917 · 1919 · *1922 · *1923 · 1926 · 1929 · 1932 · 1935 · *1937 · *1946 · *1948 · 1951 · *1952 · 1955 · *1956 (I) · *1956 (II) · 1960 · *1963 · 1966 · 1969 · *1971 · 1974 · 1977 · 1980 · *1981 · *1983 · *1986 · 1987 · 1991 · 1995 · 1999 · 2003 · 2007 · 2011 · 2015 · 2019 · 2023

* algemene verkiezingen in verband met vervroegde ontbinding van de Eerste Kamer

vanaf 1987 bedraagt de vaste zittingstermijn van de Eerste Kamer vier jaar